# Hydrelia undularia
Hydrelia undularia är en fjärilsart som beskrevs av John Henry Leech 1897. Hydrelia undularia ingår i släktet Hydrelia och familjen mätare. Inga underarter finns listade i Catalogue of Life.